# II. Olaf svéd király
II. Olaf Björnsson vagy Olof Bjarnarson (? – 975) svéd király 970-től haláláig.
III. Björn fiaként született és II. Emund halála után lépett a trónra. A Hervarar saga és a Styrbjarnar þáttr Svíakappa szerint fivérével, Erikkel uralkodott. Valószínűleg megmérgezték. Halála után Erik egyedül uralkodhatott tovább.

## Gyermekei
Olaf felesége Ingeborg Thrandsdotter volt, két gyermekük ismert:
- Erős Styrbjörn Olafsson[2] (960 k. – 984)
- Gyrid Olafsdottir

## Fordítás
- Ez a szócikk részben vagy egészben  az   Olof (II) Björnsson című angol Wikipédia-szócikk fordításán alapul.  Az eredeti cikk szerkesztőit annak laptörténete sorolja fel. Ez a jelzés csupán a megfogalmazás eredetét és a szerzői jogokat jelzi, nem szolgál a cikkben szereplő információk forrásmegjelöléseként.

| Előző uralkodó: II. Emund | Svédország uralkodója 970 – 975 VI. Erikkel együtt | Következő uralkodó: VI. Erik |